# 무한천
무한천(無限川)은 충청남도 청양군 화성면 산정리 차령산맥 서쪽 사면에서 발원해서 예산군 신암면 신종리에서 삽교천에 합류하는 하천이다. 길이는 53.9km로 삽교천의 지류로 분류되어 있다. 관개용 저수지인 예당저수지가 있으며 예당저수지는 1964년에 완공되었다.